# Психологическо общество на срядата
Психологическото общество на срядата е първият кръг от историята на психоаналитичното движение.
То е създадено през 1902 г. от Зигмунд Фройд, Алфред Адлер, Вилхелм Щекел, Рудолф Райтлер и Макс Кахан. През 1908 г. обществото прераства във Виенско психоаналитично общество..